# Chao Phraya
Chao Phraya (thai: แม่น้ำเจ้าพระยา, Maenam Chao Phraya) er en flod i Thailand med udmunding ved Bangkok. Adskillige færgeruter sejler på floden og udgør en væsentlig del af byens Bangkoks offentlige transport. Der findes også guidede turistture på floden, der gør holdt ved flere af de berømte templer langs Chao Phraya.

## Etymologi
På gamle europæiske kort er floden benævnt Menam eller Mae Nam (thai: แม่น้ำ แม่น้ำ), hvilket er thai-ordet for flod. Landmåler og kartograf James McCarthy (1853–1919), der tjente som generaldirektør for den siamesiske regerings landmålingskontor, skrev at "Me Nam er en generisk betegnelse, hvor me indikerer "moder" og nam "vand", og tilnavnet Chao P'ia indikerer at det er hovedfloden i Kongeriget Siam.
I ældre engelsksprogede publikationer i Thailand er navnet Chao Phraya ofte oversat som River of Kings (dansk: Kongernes Flod eller Kongefloden)